# Guelfo IV di Carinzia
Guelfo IV di Carinzia (1007 circa – 13 novembre 1055) fu duca di Carinzia e margravio di Verona dal 1047 alla morte.

## Biografia
Egli era figlio di Guelfo III, conte d'Altdorf, e di Imiza, figlia di Federico di Lussemburgo. Egli apparteneva dunque al ramo svevo della dinastia dei vecchi Welfen. Tramite sua zia paterna, Richlinde di Altdorf († 1045), Guelfo ereditò la ricchezza dei conti di Ebersberg. Probabilmente per intercessione di sua madre Imiza Enrico III, imperatore romano, lo investì nel 1047 del ducato di Carinzia, accompagnato alla marca di Verona dopo la morte di Ottone II di Lotaringia e di Enrico II di Lussemburgo. L'anno della sua morte fu coinvolto in una congiura con il duca Corrado I di Baviera e fu privato del suo ducato.
Guelfo IV era celibe e senza figli quando morì nel suo castello di Bodman sulle rive del lago di Costanza nel 1055. Egli tentò di assassinare l'imperatore e di elevare a re il complice e duca di Baviera Corrado I; il piano fallì per la morte di questo e di Guelfo, il quale, sul letto di morte, confessò tutto all'imperatore e gli chiese perdono. Donò i suoi feudi al monastero di Altdorf, dove sua madre si era ritirata come badessa. Fu lei che tramandò i suoi domini a suo nipote Guelfo d'Este, il figlio di Cunegonda, sorella di Guelfo IV, e di Alberto Azzo II d'Este. Guelfo è l'ultimo membro della dinastia dei vecchi Welfen, i cui territori passarono al ramo primogenito di casa d'Este. Alla sua morte il ducato di Carinzia e la marca di Verona spettarono al duca Corrado III di Carinzia. Guelfo IV fu sepolto in Altdorf, nell'abbazia di Weingarten.

## Ascendenza
|                         |                         |                        | Genitori                  |  |  | Nonni |  |  | Bisnonni             |  |  | Trisnonni         |  |
|                         |                         |                        |                           |  |  |       |  |  | Rodolfo I di Altdorf |  |  | Enrico di Altdorf |  |
|                         |                         |                        |                           |  |  |       |  |  | Rodolfo I di Altdorf |  |  | Enrico di Altdorf |  |
|                         |                         | Atha di Hohenwart      |                           |  |  |       |  |  | Rodolfo I di Altdorf |  |  |                   |  |
| Rodolfo II di Altdorf   |                         |                        |                           |  |  |       |  |  | Rodolfo I di Altdorf |  |  |                   |  |
|                         |                         | Siburgis               | …                         |  |  |       |  |  |                      |  |  |                   |  |
|                         |                         | Siburgis               | …                         |  |  |       |  |  |                      |  |  |                   |  |
|                         |                         | Siburgis               | …                         |  |  |       |  |  |                      |  |  |                   |  |
| Guelfo III di Altdorf   |                         | Siburgis               |                           |  |  |       |  |  |                      |  |  |                   |  |
|                         |                         | Corrado I di Svevia    | Odo di Wetterau ?         |  |  |       |  |  |                      |  |  |                   |  |
|                         |                         | Corrado I di Svevia    | Odo di Wetterau ?         |  |  |       |  |  |                      |  |  |                   |  |
|                         |                         | Corrado I di Svevia    | Cunegonda di Vermandois ? |  |  |       |  |  |                      |  |  |                   |  |
| Ita di Öhningen         |                         | Corrado I di Svevia    |                           |  |  |       |  |  |                      |  |  |                   |  |
|                         |                         | …                      | …                         |  |  |       |  |  |                      |  |  |                   |  |
|                         |                         | …                      | …                         |  |  |       |  |  |                      |  |  |                   |  |
|                         |                         | …                      | …                         |  |  |       |  |  |                      |  |  |                   |  |
| Guelfo IV di Carinzia   |                         | …                      |                           |  |  |       |  |  |                      |  |  |                   |  |
|                         | Sigfrido di Lussemburgo | Vigerico di Bidgau     |                           |  |  |       |  |  |                      |  |  |                   |  |
|                         | Sigfrido di Lussemburgo | Vigerico di Bidgau     |                           |  |  |       |  |  |                      |  |  |                   |  |
|                         | Sigfrido di Lussemburgo | Cunegonda di Sulichgau |                           |  |  |       |  |  |                      |  |  |                   |  |
| Federico di Lussemburgo | Sigfrido di Lussemburgo |                        |                           |  |  |       |  |  |                      |  |  |                   |  |
|                         |                         | Edvige di Nordgau      | Eberardo IV di Nordgau    |  |  |       |  |  |                      |  |  |                   |  |
|                         |                         | Edvige di Nordgau      | Eberardo IV di Nordgau    |  |  |       |  |  |                      |  |  |                   |  |
|                         |                         | Edvige di Nordgau      | Luitgarda di Lotaringia   |  |  |       |  |  |                      |  |  |                   |  |
| Imiza di Lussemburgo    |                         | Edvige di Nordgau      |                           |  |  |       |  |  |                      |  |  |                   |  |
|                         |                         | Eriberto di Wetterau   | Odo di Wetterau           |  |  |       |  |  |                      |  |  |                   |  |
|                         |                         | Eriberto di Wetterau   | Odo di Wetterau           |  |  |       |  |  |                      |  |  |                   |  |
|                         |                         | Eriberto di Wetterau   | Cunegonda di Vermandois?  |  |  |       |  |  |                      |  |  |                   |  |
| Irmintrude di Gleiberg  |                         | Eriberto di Wetterau   |                           |  |  |       |  |  |                      |  |  |                   |  |
|                         |                         | Irmtrud di Avalgau     | Megingaudo di Gheldria    |  |  |       |  |  |                      |  |  |                   |  |
|                         |                         | Irmtrud di Avalgau     | Megingaudo di Gheldria    |  |  |       |  |  |                      |  |  |                   |  |
|                         |                         | Irmtrud di Avalgau     | Gerberga di Lorena        |  |  |       |  |  |                      |  |  |                   |  |
|                         |                         | Irmtrud di Avalgau     |                           |  |  |       |  |  |                      |  |  |                   |  |